# Dębostrów
Dębostrów (deutsch Damuster) ist ein Dorf in der polnischen Woiwodschaft Westpommern. Es gehört dem Powiat Policki (Pölitzer Kreis) an und ist ein Teil der Stadt- und Landgemeinde Police (Pölitz).
Das Dorf liegt etwa 9 km nördlich der Stadt Police und 22 km nördlich von Stettin (Szczecin).
Nach dem Zweiten Weltkrieg wurde Damuster als Dębostrów Teil Polens.

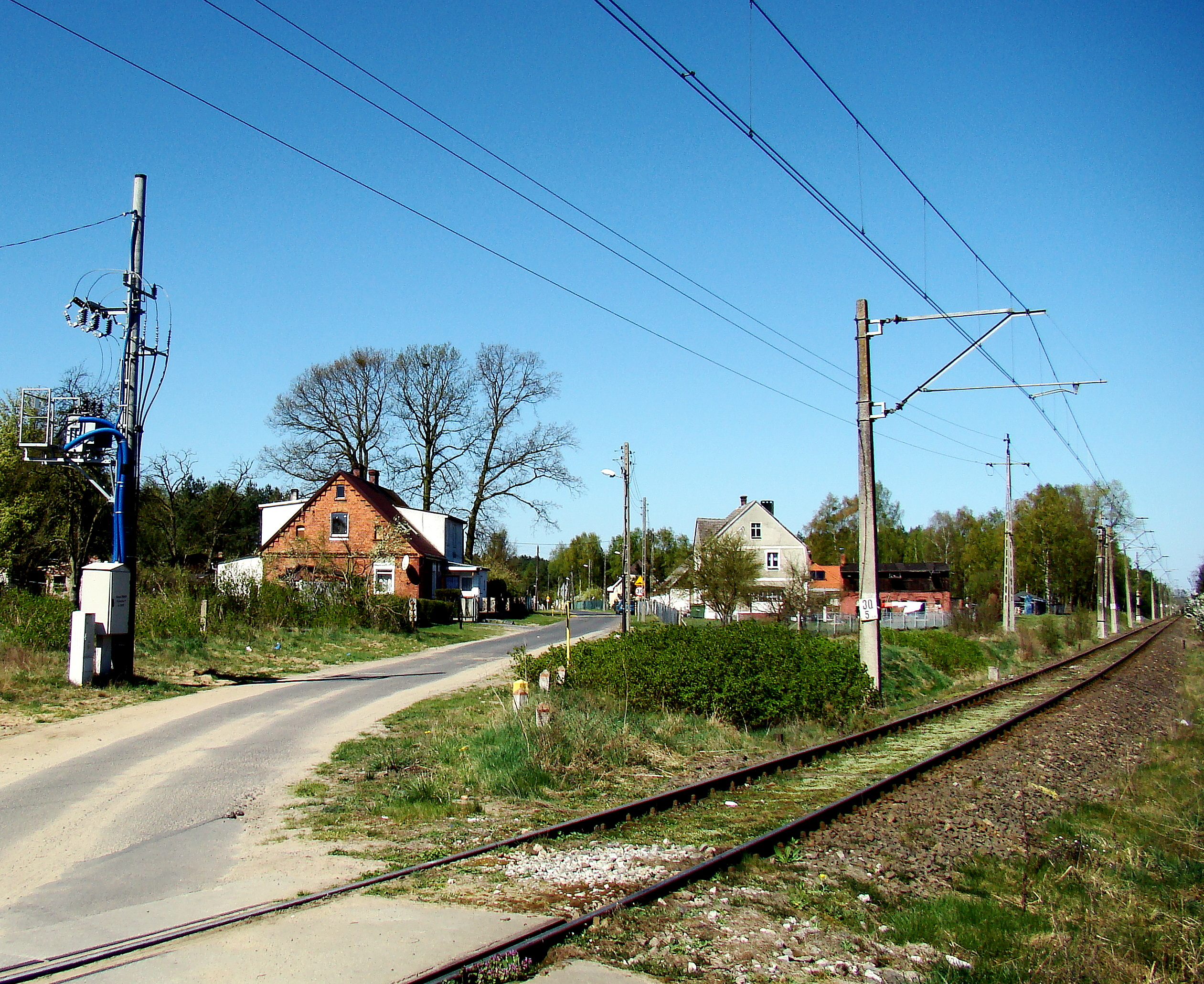
Dorfansicht
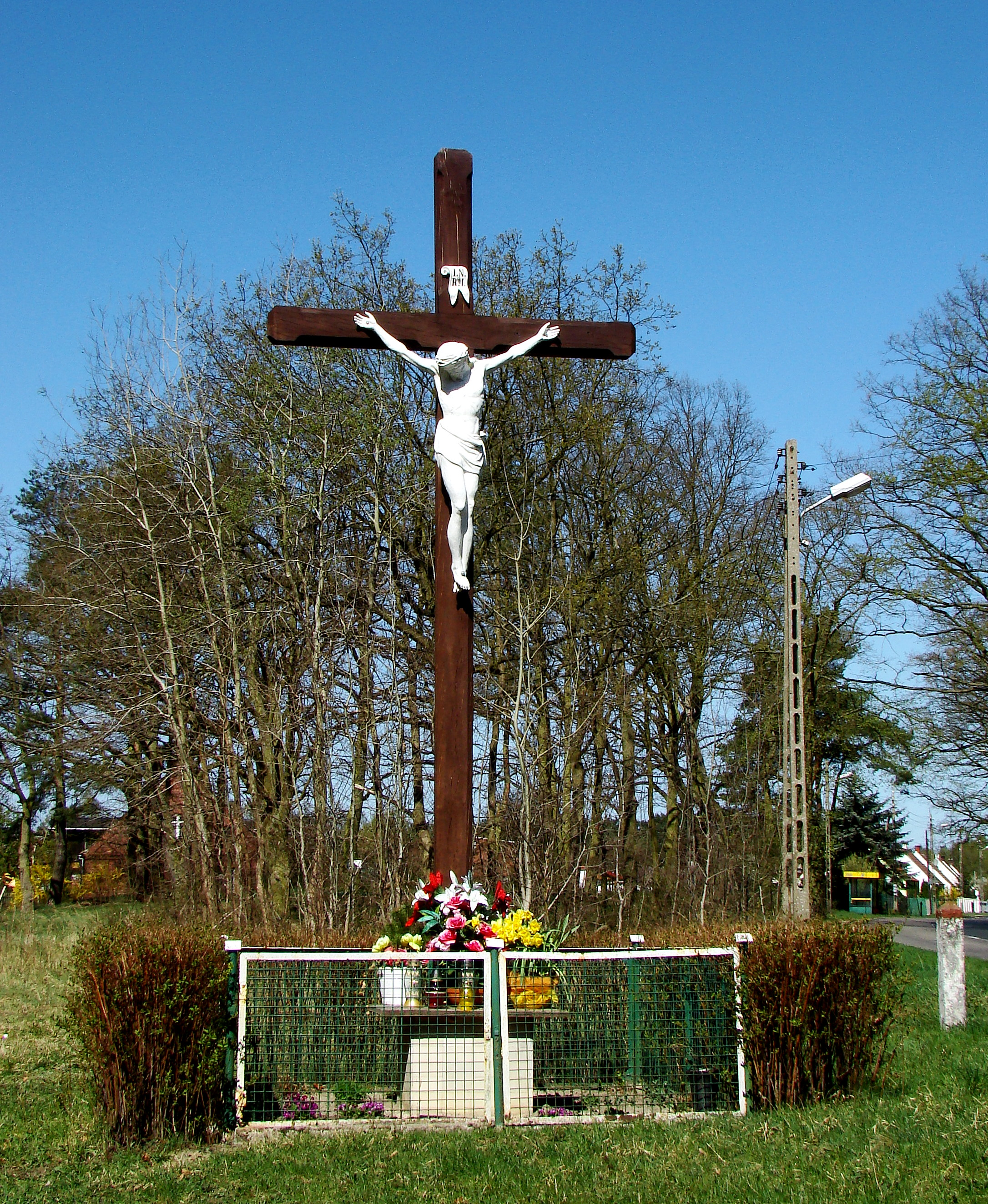
Holzkreuz
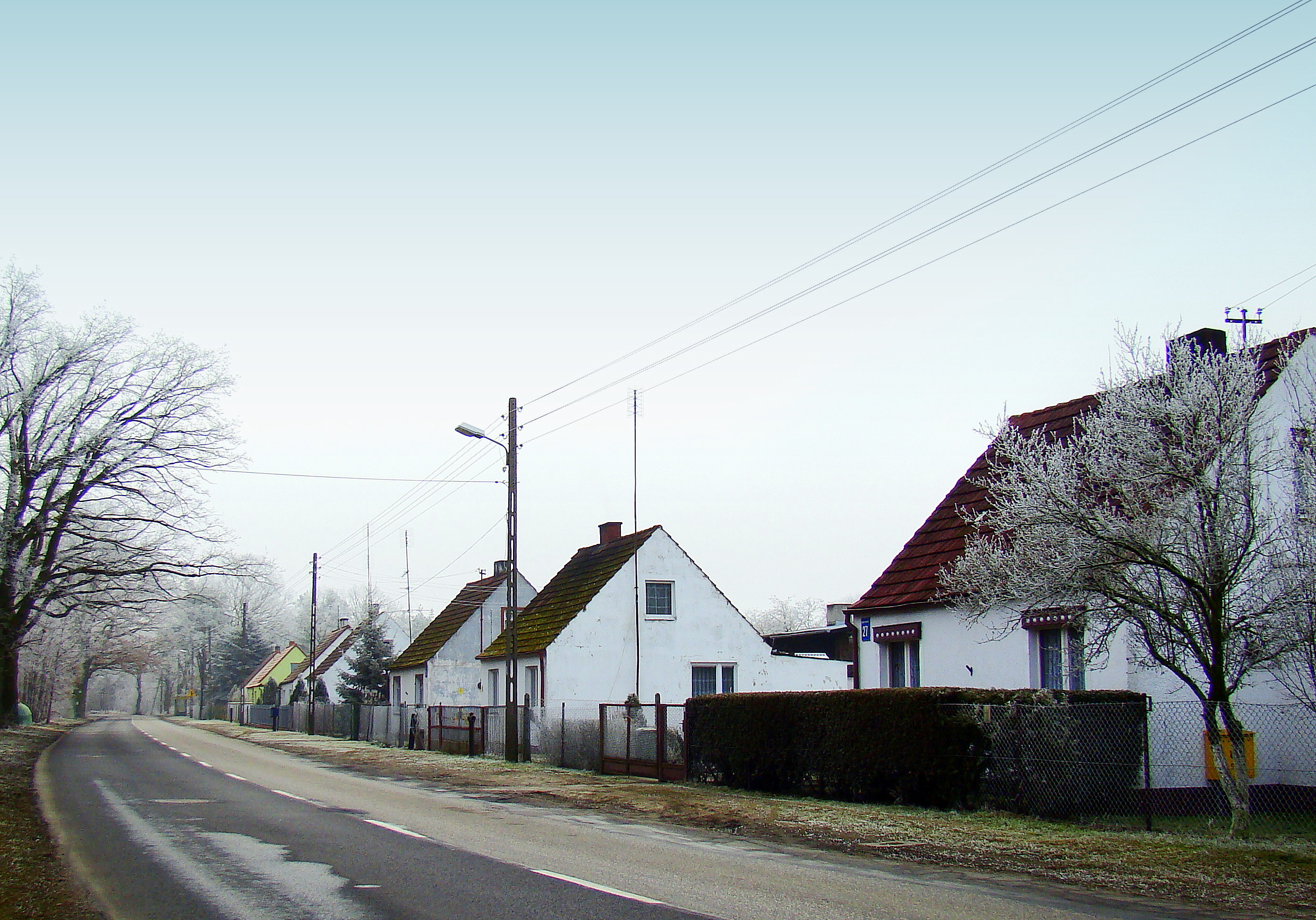
Häuser aus dem 20. Jahrhundert